# إليشا بارتليت
إليشا بارتليت (بالإنجليزية: Elisha Bartlett) هو سياسي أمريكي، ولد في 6 أكتوبر 1804 بسميثفيلد في الولايات المتحدة، وتوفي بنفس المكان في 19 يوليو 1855. حزبياً، نشط في حزب اليمين. وقد انتخب عضو مجلس نواب ماساتشوستس.